# Tears Laid in Earth
Tears Laid in Earth è il primo album del gruppo norvegese The 3rd and the Mortal, pubblicato il 21 ottobre 1994 da Voices of Wonder.

## Tracce
1. Vandring – 1:40 (Rueslåtten, Holthe, Nilssen, Engum, Rundberget, Hoemsnes)
2. Why so Lonely – 5:14 (Rueslåtten, Holthe, Nilssen, Engum, Rundberget, Hoemsnes)
3. Autopoéma [1] – 4:41 (Rueslåtten, Holthe, Nilssen, Engum, Rundberget, Hoemsnes)
4. Death-Hymn – 8:24 (Rueslåtten, Holthe, Nilssen, Engum, Rundberget, Hoemsnes)
5. Shaman – 3:28 (Rueslåtten, Holthe, Nilssen, Engum, Rundberget, Hoemsnes)
6. Trial of Past – 5:14 (Rueslåtten, Holthe, Nilssen, Engum, Rundberget, Hoemsnes)
7. Lengsel – 2:06 (Rueslåtten, Holthe, Nilssen, Engum, Rundberget, Hoemsnes)
8. Salva Me – 4:38 (Rueslåtten, Holthe, Nilssen, Engum, Rundberget, Hoemsnes)
9. Song – 6:37 (Rueslåtten, Holthe, Nilssen, Engum, Rundberget, Hoemsnes)
10. In Mist Shrouded – 5:35 (Rueslåtten, Holthe, Nilssen, Engum, Rundberget, Hoemsnes)
11. Oceana – 18:46 (Rueslåtten, Holthe, Nilssen, Engum, Rundberget, Hoemsnes)

## Formazione
- Kari Rueslåtten - voce, tastiere in "Shaman" e "Song"
- Finn Olav Holthe - chitarra, voce aggiuntiva in "Death-Hymn"
- Geir Nilssen - chitarra elettrica, chitarra acustica
- Trond Engum - chitarra
- Bernt Rundberget - basso
- Rune Hoemsnes - batteria